# Poiana cu Cetate, Iași
Poiana cu Cetate este un sat în comuna Grajduri din județul Iași, Moldova, România.